# Ankyropetalum
Ankyropetalum, biljni rod iz porodice klinčićevki (Caryophyllaceae) raširen po jugozapadnoj Aziji i Sinajskom poluotoku. Četiri su vrste priznate.

## Vrste
1. Ankyropetalum arsusianum Kotschy ex Boiss.
2. Ankyropetalum coelesyriacum Boiss. & Hausskn.
3. Ankyropetalum gypsophiloides Fenzl
4. Ankyropetalum reuteri Boiss. & Hausskn.